# Элеонора Арагонская (королева Наварры)
Элеонора Арагонская она же Элеонора Наваррская (исп. Leonor de Aragón; 2 февраля 1426 — 12 февраля 1479) — правительница Наварры в 1462—1479 годах, королева Наварры с 28 января по 12 февраля 1479 года, дочь короля Арагона Хуана II и королевы Наварры Бланки I из династии Трастамара.

## Биография
Элеонора родилась в городе Олите (Наварра) и была третьим, младшим ребёнком Хуана II Арагонского и Бланки I Наваррской.
После смерти Бланки наваррский престол узурпировал Хуан II, лишив наследства собственных детей.
В 1441 году Элеонора вышла замуж за графа Гастона IV де Фуа и в следующем году уехала с мужем в Беарн. В 1455 году отец объявил Элеонору своей наследницей и назначил её правителем Наварры. В 1462 они заключили договор, согласно которому Элеонора признавала Хуана II королём Наварры и давала согласие на заключение своей сестры Бланки под стражу (их брат Карл Вианский к тому времени умер).
В 1464 году Бланка умерла (подозревают, что она была отравлена). В 1468 году отец сместил Элеонору с должности регента Наварры, но в 1471 снова назначил правителем королевства.
После смерти Хуана II в 1479 году Элеонора стала королевой Наварры, но через три недели умерла. Ей было 53 года. Королевский престол унаследовал её внук Франциск Феб под регентством матери.

## Брак и дети
Муж: с 30 июля 1436 года Гастон IV де Фуа (26 февраля 1423 — 25 июля 1472), граф де Фуа и де Бигорр, виконт де Беарн с 1436, виконт де Кастельбон 1425—1462, виконт де Нарбонн 1447—1468, пэр Франции с 1458. Дети:
- Гастон де Фуа (1444 — 23 ноября 1470), виконт де Кастельбон с 1462, принц Вианский
- Пьер II Молодой де Фуа (7 февраля 1449 — 10 августа 1490), епископ Ванна с 1476, архиепископ Арля, кардинал с 1476, вице-король Наварры 1479—1484
- Жан де Фуа (после 1450 — 5 ноября 1500), граф д'Этамп с 1478, виконт де Нарбонн с 1468, претендент на наваррский трон в 1483—1497 гг.
- Мария де Фуа (после 1452—1467); муж: с 19 января 1465 Гульельмо VIII (19 июля 1420 — 27 февраля 1483), маркиз Монферрато
- Жанна де Фуа (после 1454 — после 10 февраля 1476); муж: с 19 августа 1469 Жан V д'Арманьяк (1420 — 6 марта 1473), граф д'Арманьяк
- Маргарита де Фуа (после 1458 — 15 мая 1486); муж: с 27 июня 1471 Франциск II (23 июня 1433 — 9 сентября 1488), герцог Бретонский
- Екатерина де Фуа (после 1460 — до 1494); муж: с 1469 Гастон II де Фуа-Кандаль (ум. 1485), капталь де Бюш, граф де Кендал и де Бенож
- Изабелла де Фуа (после 1462 — ?)
- Элеонора де Фуа (после 1466 — в млад.)
- Жак де Фуа (ок. 1469—1500), граф де Монфор